# The Founding of an Army
The Founding of an Army (chino simplificado: 建军大业, chino tradicional: 建軍大業, pinyin: Jiànjūn Dàyè, en Español: “La Fundación de un Ejército”), es una película china estrenada el 28 de julio de 2017, comisionada por el gobierno de China para conmemorar el 90 aniversario de la fundación del Ejército Popular de Liberación.
La película es la tercera entrega de la trilogía "Founding of New China": The Founding of a Republic (2009) y The Founding of a Party (2011).

## Historias
La historia comienza en 1927 durante el comienzo del levantamiento de Nanchang, conocido como el primer gran compromiso comunista de Kuomintang.

## Personajes[6][7]

### Personajes principales
| Actor                  | Personaje        | Notas |
| ---------------------- | ---------------- | --- |
| Liu Ye                 | Mao Zedong       | |
| Zhu Yawen              | Zhou Enlai       | |
| Huang Zhizhong         | Zhu De           | |
| Wang Jingchun          | He Long          | |
| Oho Ou                 | Ye Ting          | Es un líder militar chino que se une a los comunistas y se convierte en el comandante de batallón en el Ejército Nacional Revolucionario.                               |
| Liu Haoran             | Su Yu            | Es un líder militar comunista chino, considerado como uno de los mejores comandantes del Ejército Popular de Liberación.                                                |
| Ma Tianyu              | Lin Biao         | |
| Xiao Ai                | Ye Jianying      | |
| Li Yifeng              | He Changgong     | |
| Lay                    | Lu Deming        | [ 8 ] |
| Bai Yu                 | Cai Qingchuan    | |
| Liang Dawei (梁大维)   | Chen Geng        | |
| Yu Hewei (于和伟)      | Chen Duxiu       | Fundador del Partido Comunista de China. |
| Wu Yue                 | Zhang Guotao     | Miembro fundador y líder del Partido Comunista de China. |
| Bai Ke (罗宏明)        | Di Qiubai        | |
| Liu Xunzimo (刘循子墨) | Cai Hesen        | Es uno de los primeros líderes del Partido Comunista Chino, asó como el amigo y compañero de Mao Zedong.                                                                |
| Dong Zijian            | Deng Xiaoping    | Político chino y máximo líder de la República Popular China desde 1978.                                                                                                 |
| Chen Xiao              | Ren Bishi        | Líder militar y político en el antiguo Partido Comunista de China. |
| Zhang Dapeng (杨大鹏)  | Liu Bocheng      | Comunista Chino, así como Comandante militar y Mariscal del Ejército Popular de Liberación.                                                                             |
| Bao Jianfeng           | Tan Pingchuan    | |
| Song Yang (宋洋)       | Wang Shouhua     | |
| Ye Xiaowei (叶筱玮)    | Chen Yi          | Comunista chino, comandante militar y político de la República Popular de China.                                                                                        |
| Ashton Chen (释小龙)   | Nie Rongzhen     | Prominente militar y dirigente comunista chino, así como uno de los diez Mariscales del Ejército Popular de Liberación de China.                                        |
| Li Xian                | Luo Ronghang     | |
| Li Mincheng (李岷城)   | Zhou Yiqun       | Fue miembro del Ejército Rojo de Obreros y Campesinos de China. |
| Wang Bozhao (王伯昭)   | Tan Zheng        | General chino, así como líder revolucionario comunista y estratega. Importante líder del Ejército Rojo y del Ejército Popular de Liberación.                            |
| Li Qin                 | Yang Kaihui      | Es la segunda esposa del dictador chino Mao Zedong. |
| Song Jia               | Soong Ching-ling | Es la segunda de las tres hermanas Soong y una destacada política china.                                                                                                |
| Guan Xiaotong          | Deng Yingchao    | Esposa del primer ministro chino Zhou Enlai. |
| Ma Yili                | Xiang Jingyu     | Una de las primeras miembros femeninas del Partido Comunista de China, y considerada como una pionera del movimiento de mujeres en China.                               |
| Zhou Dongyu            | Fan Jiaxia       | |
| Feng Wenjuan (冯文娟)  | Peng Yuanhua     | |
| Wang Qinxiang (王庆祥) | Zhang Zuolin     | Conocido como el "Viejo Mariscal" y un caudillo militar chino. |
| Han Geng               | Zhang Xueliang   | Conocido como el "Joven Mariscal", fue el gobernante de Manchuria y otras regiones en el norte de China después del asesinato de su padre Zhang Zuolin.                 |
| Wang Ting (王挺)       | Si Lie           | |
| Chen He                | Si Li            | |
| Daniel Wu              | Hu Hanming       | |
| Wallace Huo            | Chiang Kai-shek  | |
| Zhang Tian'ai          | Soong Mei-ling   | Es la menor de las tres hermanas Soong y esposa del presidente Chiang Kai-shek, quien tuvo un papel prominente en la política de la República de China.                 |
| Zhang Junhan           | Chen Li-fu       | Una de las figuras más importantes de China en el siglo XX. Un político chino y anticomunista de la República de China.                                                 |
| Yu Shaoqun (余少群)    | Wang Jingwei     | Político chino de la primera mitad del siglo XX, quien se involucró en la ocupación japonesa de China y la Segunda Guerra Mundial.                                      |
| William Chan           | Hongmen Laoba    | Jefe de la tríada Hongmen. |
| Zhang Hanyu (张涵予)   | Du Yuesheng      | Conocido como "Grades orejas Du", es el jefe de la mafia china. Es un partidario clave de Chiang Kai-shek durante su batalla contra el Comunistas en la década de 1920. |
| Yu Ailei (余皑磊)      | Zhang Fakui      | Es un militar chino, fue miembro del Kuomintang (KMT) y llegó a ocupar uno de los importantes puestos en el Ejército Nacional Revolucionario.                           |
| Marc Ma (馬浴柯)       | Zhao Fusheng     | |
| Tony Yang              | Qian Dajun       | |
| Zhou Yiwei (周一围)    | Chen Feng        | |
| Huang Shang-Ho         | -                | |
| Zheng Kai              | -                | |
| Alex Fong              | -                | |
| Joseph Cheng (鄭元暢)  | Yu Jishi         | Es un general militar nacionalista chino de Fenghua, que sirve con distinción durante la Batalla de Shanghái.                                                           |
| Zhang Youhao (张宥浩)  | Xiao Bing        | Es un soldado. |
| Luhan                  | Lian Luoyuan     | Es un oficial de enlace. |
| Winston Chao           | -                | |
| Liu Zhibing            | -                | |
| Tian Muchen (田牧宸)   | Deng Zhongxia    | Es uno de los primeros miembros del Partido Comunista de China y un importante líder del movimiento obrero e intelectual marxista.                                      |
| Tong Ruihuan           | Zeng Zhongming   | |
| Tang Baoqiang          | -                | |
| Ma Zhengqiang          | -                | |
| Wang Zhifei            | -                | |
| Wang Zhiwei (张志伟)   | Jin Handing      | |
| Guo Xiaodong (郭晓东)  | Hongjun Laobing  | Es un veterano del Ejército Rojo. |

### Otros personajes
| Actor                  | Personaje    | Notas                                 |
| ---------------------- | ------------ | ------------------------------------- |
| Lian Lian (练束梅)     | Liu Weiqiang |                                       |
| Lai Xi (来喜)          | -            | Es un bandido.                        |
| Yuan Wenkang (袁文康)  | -            | Miembro del personal de Chen Feng.    |
| Zhang Jianya (张建亚)  | -            | Director de la prensa comercial.      |
| Bao Bei'er (包贝尔)    | -            | Es un oficial de Shoucheng.           |
| Cao Kefan (曹可凡)     | -            | Es un consejero.                      |
| Xie Zhongling (谢钟灵) | -            | Es un miembro de la milicia femenina. |

## Premios y nominaciones
| Año  | Categoría                 | Premio                                     | Nominado (a)                                       | Resultado |
| ---- | ------------------------- | ------------------------------------------ | -------------------------------------------------- | --------- |
| 2018 | Best Actor                | 34th Hundred Flowers Award                 | Zhu Yawen                                          | Nominado  |
| 2018 | Best Actress              | 34th Hundred Flowers Award                 | Li Qin                                             | Nominada  |
| 2018 | Best Supporting Actor     | 34th Hundred Flowers Award                 | Ma Tianyu                                          | Nominado  |
| 2018 | Best Supporting Actress   | 34th Hundred Flowers Award                 | Zhang Tian'ai                                      | Nominada  |
| 2018 | Best Writing              | 34th Hundred Flowers Award                 | Dong Zhe, Zhao Ningyu, Han Sanping y Huang Jianxin | Nominados |
| 2018 | Outstanding Picture       | 34th Hundred Flowers Award                 | The Founding of an Army                            | Ganó      |
| 2018 | Best Picture              | 34th Hundred Flowers Award                 | The Founding of an Army                            | Nominado  |
| 2018 | Best Original Music Score | 14th Changchun Film Festival               | Chen Guangrong                                     | Ganó      |
| 2018 | Jury Award                | 25th Beijing College Student Film Festival | The Founding of an Army                            | Nominado  |
| 2018 | Best Film                 | 23rd Huading Award                         | The Founding of an Army                            | Nominado  |
| 2018 | Best Visual Effects       | 37th Hong Kong Film Award                  | Victor Wong y Eman Tse                             | Nominado  |
| 2018 | Best Film                 | 9th China Film Director's Guild Award      | The Founding of an Army                            | Nominado  |
| 2018 | Best Supporting Actor     | 9th Macau International Movie Festival     | Lay                                                | Nominado  |
| 2018 | Best Director             | 9th Macau International Movie Festival     | Andrew Lau                                         | Nominado  |
| 2018 | Best Picture              | 9th Macau International Movie Festival     | The Founding of an Army                            | Nominado  |

## Producción
La película fue dirigida por Andrew Lau, quien contó con el apoyo de los guionistas Dong Zhe, Zhao Ningyu, Han Sanping y Huang Jianxin. Mientras que la producción estuvo a cargo de Han Sanping y Huang Jianxin y la cinematografía fue realizada por Hou Yong.
También contó con el apoyo de las compañías de producción China Film Group Corporation,  "Bona Film Group", "Nanchang Radio and TV Station", "August First Film Studio", "Shanghai Sanciyuan Entertainment", "Emperor Motion Pictures", "Sun Entertainment Culture" y "Media Asia Film".
El rodaje comenzó el 1 de agosto de 2016 y finalizó el 25 de noviembre del mismo año.
Fue distribuida por China Film Group Corporation y "Distribution Workshop".
La película fue estrenada el 28 de julio de 2017 para conmemorar el 90 aniversario de la fundación del Ejército Popular de Liberación. Aunque la película cuenta con la participación de más de 600 actores, solamente 60 obtuvieron papeles importantes.

### Recepción
El 25 de julio del 2017 la película fue criticada por el director de cine Ye Daying (叶大鹰), el nieto del general Ye Ting, Daying escribió en su página de sina weibo: la historia revolucionaria es muy entretenida. Es un reproche y una distorsión de la historia revolucionaria, también envió una carta abierta a la Administración Estatal de Prensa, Publicaciones, Radio, Cine y Televisión (SAPPRFT), la cual fue firmada por más de 25 sucesores revolucionarios, muchos de ellos son generaciones de altos oficiales militares, donde exigían una disculpa a su familia por parte del productor.
Desde julio del 2017 la página de la película en Douban, el sitio web de críticas cinematográficas en China, prohibió a sus usuarios  cualquier calificación o comentario sobre la película.
La película solamente fue estrenada en el sudeste asiático dentro de Malasia, Brunéi, Darussalam y Estonia, antes de la exhibición internacional cinematográfica de Asean.